# Simklubben Delfin
Simklubben Delfin (SK Delfin) bildades 1914 och var verksam till 1921, då den gick tillbaka till sin moderförening Simklubben Göteborg (SKG).

## Verksamhet
Föreningens verksamhet bestod av simning och simhopp. Tävlingar och träningar skedde mestadels i följande anläggningar:
- Renströmska Bad- och Tvättanstalten i Haga  - Inomhus: Byggd 1876, Karbad, Romerskt bad alt. turkiskt bad, Brandhärjades 1903. - Ombyggd 1906, då det tillkom en 14,47x11,38 m bassäng inklusive ett 5 m hopptorn (äggformad bassäng, djup 1,2 m på sidorna och 3,8 m i mitten). - Smeknamn: Hagabadet, Ägget och Sumpen.
- Saltholmens Kall- och Varmbadhus i Långedrag - Utomhus: byggt 1908 - Ombyggt 1923 till en simstadion med 50x25 m bassäng, två sviktar, ett hopptorn och 970-1500 st. åskådarplatser. - Där arrangerades flera SM-tävlingar, och var även start/målplats för öppet vatten-simningar (exempelvis Älvsborgssimningen).
- Olika vikar och sjöar i närområdet.